# ساندرا بلتران
ساندرا بلتران (بالإسبانية: Sandra Beltrán)‏ هي عارضة وممثلة كولومبية، ولدت في 4 يونيو 1975 في بوكارامانغا في كولومبيا.

## وصلات خارجية
- ساندرا بلتران على موقع IMDb (الإنجليزية)